# Championnat de Nouvelle-Calédonie de football 2014
Navigation
Édition précédente Édition suivante
La saison 2014 du Championnat de Nouvelle-Calédonie de football est la troisième édition de la Super Ligue, le championnat de première division en Nouvelle-Calédonie. Les douze équipes engagées sont regroupées au sein d'une poule unique où elles affrontent deux fois leurs adversaires, à domicile et à l'extérieur. En fin de saison, trois équipes sont reléguées : deux de Grande-Terre et une basée dans les Îles Loyauté.
C'est l'AS Magenta qui remporte la compétition cette saison après avoir terminé en tête du classement, avec neuf points d'avance sur l'AS Lössi et vingt-sept sur Hienghène Sport. C'est le huitième titre de champion de Nouvelle-Calédonie de l'histoire du club.

## Participants
- AS Magenta
- AS Lössi
- Hienghène Sport
- AS Mont-Dore
- AS Wetr
- SC Ne Drehu
- Gaïtcha FCN
- AS Tiga Sport
- AS Kirikitr - Promu de D2
- FC Auteuil - Promu de D2
- AS Thio Sport
- Association groupes des jeunes du Pacifique - Promu de D2

## Compétition

### Classement
Le classement est établi sur le barème de points suivant : victoire à 4 points, match nul à 2, défaite à 1.
| Rang | Équipe                                           | Pts | J  | G  | N | P  | Bp | Bc | Diff |
| ---- | ------------------------------------------------ | --- | -- | -- | - | -- | -- | -- | ---- |
| 1    | AS MagentaC                                      | 84  | 22 | 20 | 2 | 0  | 69 | 23 | +46  |
| 2    | AS Lössi                                         | 75  | 22 | 17 | 2 | 3  | 60 | 33 | +27  |
| 3    | Hienghène Sport -10                              | 57  | 22 | 13 | 6 | 3  | 69 | 27 | +42  |
| 4    | AS Mont-Dore                                     | 50  | 22 | 7  | 7 | 8  | 36 | 41 | -5   |
| 5    | AS Wetr -2                                       | 50  | 22 | 9  | 3 | 10 | 52 | 52 | 0    |
| 6    | SC Ne Drehu                                      | 47  | 22 | 6  | 7 | 9  | 36 | 43 | -7   |
| 7    | Gaïtcha FCNT -9                                  | 41  | 22 | 8  | 4 | 10 | 50 | 51 | -1   |
| 8    | AS Tiga Sport -1                                 | 41  | 22 | 4  | 8 | 10 | 35 | 46 | -11  |
| 9    | AS KirikitrP                                     | 40  | 22 | 4  | 6 | 12 | 30 | 58 | -28  |
| 10   | FC AuteuilP                                      | 39  | 22 | 4  | 5 | 13 | 23 | 40 | -17  |
| 11   | AS Thio Sport -10                                | 34  | 22 | 6  | 4 | 12 | 48 | 63 | -15  |
| 12   | Association groupes des jeunes du PacifiqueP -12 | 29  | 22 | 5  | 4 | 13 | 48 | 79 | -31  |

|  | Qualification pour la Ligue des champions de l'OFC 2016                                                                                          |
|  | Relégation directe en deuxième division |
|  | T : Tenant du titre C : Vainqueur de la Coupe de Nouvelle-Calédonie P : Promu de deuxième division En italique : club basé dans les îles Loyauté |

- L’AS Kirikitr est reléguée en tant que moins bonne équipe basée dans les îles Loyauté.
- Des pénalités sont infligées aux équipes qui ne peuvent pas fournir d’arbitre et ne remplissent pas certaines obligations vis-à-vis des équipes de jeunes.

## Bilan de la saison
| Championnat de Nouvelle-Calédonie de football 2014 |                       |
| Champion                                           | AS Magenta (8e titre) |
| Coupes et trophées                                 |                       |
| Vainqueur de la Coupe de Nouvelle-Calédonie 2014   | AS Magenta            |
| Qualifications continentales                       |                       |
| Ligue des champions de l'OFC 2016                  | AS Magenta            |
| Ligue des champions de l'OFC 2016                  | AS Lössi              |
| Promotions et relégations                          |                       |
| Promus en Super Ligue                              | ES Wacaélé            |
| Promus en Super Ligue                              | JS Baco               |
| Promus en Super Ligue                              | FC Bélep              |
| Relégués en Promotion d'Honneur                    | AS Kirikitr           |
| Relégués en Promotion d'Honneur                    | AS Thio Sport         |
| Relégués en Promotion d'Honneur                    | AGJP                  |